# Smarten-Up
Smarten-Up ist ein Kaarster Musikverlag und Independent-Label.

## Geschichte
Hervorgegangen ist das Unternehmen aus dem von Frank Kühl in den Jahren 1983 bis 1990 herausgegebenen Fanzine mit angeschlossenem Mailorder. Der Mailorder wurde Anfang der 1990er Jahre verkauft und ist seitdem unter dem Namen Soundflat aktiv. Die Erstveröffentlichung auf dem Label erschien im Jahr 1986. Mitte der 1990er Jahre verlagerten sich die Schwerpunkte der unternehmerischen Tätigkeiten auf Künstlermanagement und das Musikverlagsgeschäft.
Der im Jahr 1999 gegründete Musikverlag vertritt Werke von Bands wie King Khan & The Shrines, Mardi Gras.bb und Sono, sowie Titel deutschsprachiger Bands wie Angelika Express, Family 5 und Voltaire.
Mit einem Vertriebswechsel zu Rough Trade Distribution wurden ab dem Jahr 2010 die Labelaktivitäten wieder ausgebaut und Künstler wie Dikta, Uncle Ho und David Pfeffer & Band unter Vertrag genommen. Zu den vertretenen Künstlern von Smarten-Up gehören ebenfalls Musikproduzenten wie Dave Anderson.

## Smarten-Up Records Künstler (chronologisch)
- Start!
- die tanzenden herzen
- Stairs
- Swinging London
- Birdy Num Nums
- S-Chords
- Tainted Children
- The Timelapse
- Bo Hatzfeld & The Headhunters
- Pink Flowers
- Biscuits
- Jem
- Justus Parker
- Dikta (Lizenzdeal)
- John Watts (Lizenzdeal)
- Phonoboy
- Clara Bow
- Uncle Ho
- David Pfeffer

## Smarten-Up Musikverlag Autoren & Bands (alphabetisch)
- Angelika Express
- Paul James Berry
- Blockflöte des Todes
- The Broken Beats
- Chewy
- Clara Bow
- Daantje & The Golden Handwerk
- Dikta
- Eisen
- Family 5
- Heart of Horror
- House Williams
- Jerobeam
- John Q Irritated
- Jona
- Junias
- Justus Parker
- King Khan & The Shrines
- Kool Ade Acid Test
- Lecker Sachen
- Loony
- Low 500
- mardi gras.bb
- Moulinettes
- O Emperor
- Phonoboy
- Phono Royal
- Planetakis
- Planlos
- Sam Leigh-Brown
- Shy
- Sono
- Studio Grande
- Superpreachers